# Spessa
Spessa (Spèsa in dialetto pavese) è un comune italiano di 566 abitanti della provincia di Pavia in Lombardia. Si trova nel Pavese meridionale, presso la sponda sinistra del Po appena a monte della confluenza dell'Olona.

## Storia
Nel XII secolo era noto come Spexa e nel secolo successivo risultava divisa in Spixia Suprana e Spixia Subtana (l'attuale Spessa è probabilmente quella subtana, essendo quella Soprana l'attuale frazione Sostegno). Fece parte della Campagna Sottana pavese; fu feudo dei Fiamberti di Pavia, e dal 1475 fu incluso nel feudo di Belgioioso, appartenente ai Barbiano. Nel XIX secolo gli fu aggregato il comune di Spessetta Balbiani.

## Società

### Evoluzione demografica
Abitanti censiti